# Gameloft

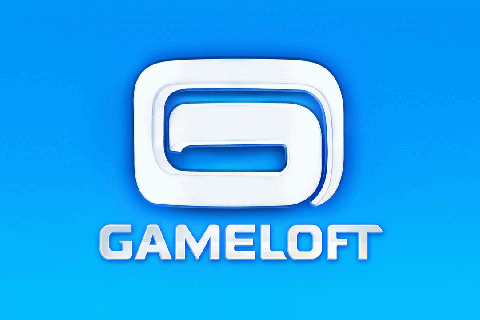
Logo firmy.

Gameloft – francuski producent i wydawca gier z siedzibą w Paryżu. Gameloft jest notowana na Paryskiej Giełdzie Papierów Wartościowych i ma sieć dystrybucyjną w ponad 80 krajach.
Gameloft została założona przez braci Guillemot w 1999 roku i zajmuje się tworzeniem gier na telefony komórkowe z oprogramowaniem Java, BREW, Symbian OS, jak również platformy N-Gage. Firma w trakcie działalności rozwinęła swój asortyment i obecnie tworzy gry na platformy Nintendo DS, PlayStation Portable, Wii, Xbox oraz wiele innych platform, w tym iPod, iPhone OS, Android, BlackBerry i Windows.